# Матея Крачун
Пані Матея Крачун (словен. Mateja Kračun) — словенський дипломат. Повноважний міністр, Тимчасовий повірений у справах Словенії в Україні (з 2018).

## Життєпис
У 1998 році закінчила юридичний факультет Університету Любляни, за фахом міжнародне право. Володіє хорватською, англійською, французькою, німецькою, італійською та російською мовами.
У 1998—2001 рр. — третій секретар Міністерства закордонних справ Словенії.
У 2001—2006 рр. — перший секретар, третій секретар Посольства Республіки Словенія у РФ.
У 2006—2008 рр. — радник, перший секретар Міністерства закордонних справ Словенії.
У 2008—2013 рр. — радник міністра закордонних справ Словенії.
У 2013—2016 рр. — Повноважний міністр — консул Посольства Республіки Словенія в Лондоні.
У 2016—2017 рр. — Повноважний міністр Міністерства закордонних справ Республіки Словенія.
У 2017—2018 рр. — Повноважний міністр Посольства Республіки Словенія в Києві.
З 2018 року — Повноважний міністр, Тимчасовий повірений у справах Словенії в Україні.